# Csöbörsisak
A csöbörsisak a 13. század második felétől elterjedő heraldikai sisaktípus volt. A 14. század elejéig használták, de a címereken néha még ma is feltűnik. Magyarországon a 14. századi és későbbi címereken fordul elő. Régebbi típusa kisebb és laposabb tetejű volt.
Skóciában a csöbörsisak a gentleman sisakja, profilból vagy félprofilból ábrázolva.
Névváltozatok: zárt sisak (Nagy Iván II. 94., III. 14.), nagy bacinet, pikonhog (Kristó Anjou háb. 239.), lovagsisak, tornasisak (125 év 94.)
pikonhog 1372 után/1448 körül: „nem paÿ¥ualfegyuerkedet auagÿ ’’pykonhokual’’” (JókK. 147.); 1395 k.: ’’pico[n]hog’’
(BesztSzJ. 91.), ? ’’pokonhog’’ (BesztSzJ. 105. olvasata és értelme bizonytalan). Talán német jövevényszó; vö.
középfelnémet ’’beckel-hûbe, becken- hûbe’’, korai újfelnémet ’’bickelhaube’’ ’egyfajta csésze alakú sisak’, régi
bajor-osztrák ’’béklhaubm, peklhaubn’’ ’zsoldos katonák bádogsisakja’ (TESz III. 188. l.) (TESz III. 188. l.)
en: barrel helm, great helm, de: Kübelhelm, Helmvaz, cs: helm kbelcovitý, kbelíková přilba

Rövidítések:
A csuporsisakot váltotta fel a lovagi hadviselésben. A sisakok teteje ismét kezdett kúpos alakban megnyúlni, maga a
sisak is nagyobb méretű lett, súlya miatt a vállakra nehezedett de kissé a homlok is tartotta. Két nagyobb összeszegecselt
lemezdarabból állt, akárcsak a csuporsisak. A kúpos forma a csatában jobban védett, mert a kardcsapások lecsúsztak a sisakról. A szemek magasságában a sisak arcrészén széles de vékony, vízszintes szemnyílás húzódott végig. Az áll alatt a sisak a nyak alá lenyúlt, hátul a tarkót fedte. A 13. század második felében azonban az alja elöl
egyenes volt. A szemnyílás alatt néha két sorban négyzet alakú nyílásokkal látták el, hogy a légzés akadálytalanabb legyen. A
szemnyílást a 13-14. század fordulóján néha rácsos szita alkotja, máskor a szemnyílás négyzet alakú és a légzőnyílások állnak
kör alakú nyílásokból. Az oldalán látható kereszt alakú bevágásnál fogva a sisakot a nyakpáncélhoz lehetett szíjazni.
A csöbörsisak a preheraldikus kor normann kúpos sisakjának, a bacinetnek nagyobb, megnyúlt változata volt. Kezdetben a csatában a kúpos sisakra húzták rá. A harctéren (és címerében) a sisak tetején a lovag a saját sisakdíszét viselte. A 13. század végén kiszorította a csuporsisakot.
Kúpos teteje alkalmasabb volt a sisakdísz felerősítésére, mint a csuporsisaknál, ezért ezen sisakfajta elterjedésével (a 13. század végétől) a sisakdíszek viselése is általános lett, a sisaktakaró meghosszabbodott és cafatos lett, valamint ekkor tűnt fel a sisakkoszorú is a sisakon. A csöbörsisak  ábrázolásakor címerekben és a címerjavításnál nem megengedettek az olyan - némileg későbbi - címertartozékok, mint a pajzstartók, jelmondatok, rangjelölő koronák.
Változata a nagy csöbörsisak vagy üstsisak, mely szintén a vállakon nyugodott.
Névváltozatok: üstsisak, fazéksisak (Turul 1897/3. 113. [Varjú E.], Kristó Anjou háb. 238.)
„nem paÿzualfegyuerkedet auagÿ ’’pykonhokual’’” (JókK. 147.); 1395 k.: ’’pico[n]hog’’ (BesztSzJ. 91.), ? ’’pokonhog’’ (BesztSzJ. 105. olvasata és értelme bizonytalan). Talán német jövevényszó; vö. középfelnémet ’’beckel-hûbe, becken- hûbe’’, korai újfelnémet ’’bickelhaube’’ ’egyfajta csésze alakú sisak’, régi bajor-osztrák ’’béklhaubm, peklhaubn’’ ’zsoldos katonák bádogsisakja’ (TESz III. 188. l.)
cs: helm cylindrovitý

Rövidítések:
Az üstsisak teteje lapos, a szemnyílásnál középen rövid merevítő pánt látható. Egyes változatainál a sisak elején markáns él vonul végig.